# Coalition en Belgique
Une coalition en Belgique est formée par un accord entre plusieurs partis politiques après chaque élection basée sur un mode de scrutin proportionnel, à tous les niveaux de pouvoir, fédéral, régional, provincial et communal.
Les majorités absolues d’un parti unique ne se rencontrant plus qu’au niveau communal, dans un nombre de plus en plus restreint d’entités, généralement de faible ou moyenne importance, le système politique implique dans les autres cas la constitution de coalitions politiques.

## Introduction

### Familles politiques
Pour comprendre le nom des coalitions, il faut se familiariser avec la pilarisation de la société belge, apparue au XIXe siècle. Il existe trois piliers : 
- Chrétiens-démocrates
- Libéraux
- Socialistes

A ces trois premiers piliers, appelés « familles traditionnelles », s'ajoutent trois autres familles, apparues au XXe siècle : 
- Communistes
- Nationalistes
- Écologistes

### Clivage linguistique
En plus de cette division en six familles socio-politiques, on retrouve un deuxième critère : le clivage linguistique. Ainsi, chaque famille possède ses propres représentants en Flandre et en Belgique francophone (à quelques exceptions près).

### Synthèse
Pour plus de clarté, les coalitions représentant les différents partis seront représentées sous forme de tableau : 
|              | Communistes | Ecologistes | Socialistes | Chrétiens-Démocrates | Libéraux | Nationalistes |
| Flamands     | PVDA        | Groen       | Vooruit     | CD&V                 | Open VLD | N-VA          |
| Francophones | PTB         | Ecolo       | PS          | Engagés              | MR       |               |

## Liste des coalitions
NB : Certaines coalitions ont plusieurs dénominations. Le titre est le nom le plus couramment donné, et les autres noms sont mis en taille moins grande.
NB2 : Dans le tableau, sont colorées les familles politiques prenant part à la coalition. Les autres sont laissées en gris.

### Traditionnelle

#### Composition
Désigne l'association des familles libérales, socialistes et chrétiennes/humanistes.
|    | Communistes | Ecologistes | Socialistes | Chrét-Démoc | Libéraux | Nationalistes |
| VL |             |             | Vooruit     | CD&V        | Open VLD |               |
| FR |             |             | PS          | Engagés     | MR       |               |

#### Histoire
En effet, comme dit dans l'introduction, ce sont les trois premières familles politiques de l'histoire belge. Elles rythmeront une grande partie de la vie politique belge, à tel point que tous les premiers ministres belges sont issus de l'une d'elle, jusqu'à l'arrivée de De Wever en 2025 au 16 Rue de la Loi.

#### Autres noms

##### Orange sanguine (Sanguinello ou Wijnappelsien) ou Lilas[2]
Le terme apparait en 2007 comme une option venant renforcer « l'orange-bleue » d'Yves Leterme à un moment où le cartel CD&V-NVA battait de l'aile et mettait en danger cette solution.

##### Pantoufle
Péjorativement, elle est parfois appelée « coalition pantoufle », accusant cette formation politique d'être celle du statu quo et de l'immobilité, puisque rassemblant les trois partis dits « traditionnels ».

##### Royal Air Force

Le drapeau de la Royal Air Force présente les couleurs Turquoise (Les Engagés) Rouge (PS) et Bleu (MR).

En Wallonie, le terme Coalition Royal Air Force apparait rarement ; les couleurs du drapeau de ce corps d'armée correspondant au turquoise des Engagés, au bleu du MR et au rouge du PS.
|    | Communistes | Ecologistes | Socialistes | Chrét-Démoc | Libéraux | Nationalistes |
| FR |             |             | PS          | Engagés     | MR       |               |

### Orange-bleue

#### Composition
Regroupe les partis libéraux (MR ou Open VLD, bleu) et chrétien/humaniste (cdH/Les Engagés ou CD&V, orange).
|    | Communistes | Ecologistes | Socialistes | Chrét-Démoc | Libéraux | Nationalistes |
| VL |             |             |             | CD&V        | Open VLD |               |
| FR |             |             |             | Engagés     | MR       |               |

#### Histoire
C'est la première vraie coalition qui existe dans l'histoire de la Belgique.
En effet, durant les premières années du pays, seuls deux partis existent : Le Parti Catholique et le Parti Libéral. Ceux-ci vont alterner le monopole sur le pays.
Le terme apparait en 2007 après les élections législatives du 10 juin 2007.

#### Autres noms
Au XIXe siècle, ils vont former un gouvernement d'union nationale. Ce nom vient du fait que les deux seuls partis existant s'allient.

##### Azur
La coalition Azur apparait après la transformation du CdH en Les Engagés et son passage de l'orange au turquoise. Elle tire dès lors son nom du mélange du bleu du MR et du turquoise de LE. Elle devient réalité en Wallonie après les élections régionales de 2024 et la formation du gouvernement Dolimont I et Degryse, le 15 juillet 2024.
|    | Communistes | Ecologistes | Socialistes | Chrét-Démoc | Libéraux | Nationalistes |
| FR |             |             |             | Engagés     | MR       |               |

### LaRouge romaine

#### Composition
Regroupe les partis socialiste (PS ou Vooruit, rouge) et chrétien/humaniste (cdH ou CD&V, orange).
|    | Communistes | Ecologistes | Socialistes | Chrét-Démoc | Libéraux | Nationalistes |
| VL |             |             | Vooruit     | CD&V        |          |               |
| FR |             |             | PS          | Engagés     |          |               |

### LaViolette

#### Composition
Regroupe les partis socialistes (PS ou Vooruit, rouge) et libéraux (MR ou Open VLD, bleu).
|    | Communistes | Ecologistes | Socialistes | Chrét-Démoc | Libéraux | Nationalistes |
| VL |             |             | Vooruit     |             | Open VLD |               |
| FR |             |             | PS          |             | MR       |               |

### L'Olivier

#### Composition
Regroupe les partis socialistes (PS ou Vooruit (anciennement Spa)), chrétiens/humanistes (Les Engagés ou CD&V) et écologistes (Ecolo ou Groen).
|    | Communistes | Ecologistes | Socialistes | Chrét-Démoc | Libéraux | Nationalistes |
| VL |             | Groen       | Vooruit     | CD&V        |          |               |
| FR |             | Ecolo       | PS          | Engagés     |          |               |

#### Origine du nom
Elle tire son nom du mouvement politique italien de L'Ulivo, fondé par Romano Prodi en 1995 ; unissant les écologistes, les socialistes et les socio-chrétiens.

#### Histoire
Cette coalition est par exemple en place à Ottignies-Louvain-la-Neuve de 2000 à 2024 et à Louvain (2018-2024).

### L'Arc-en-ciel

#### Composition
|    | Communistes | Ecologistes | Socialistes | Chrét-Démoc | Libéraux | Nationalistes |
| VL |             | Groen       | Vooruit     |             | Open VLD |               |
| FR |             | Ecolo       | PS          |             | MR       |               |

#### Histoire
Elle n'est pas une situation de choix pour les tenants-part, tant et si bien qu'elle est souvent décrite comme une coalition à « contre-cœur ». Elle est surtout apparue lorsque les trois familles voulaient rejeter les chrétiens-démocrates dans l'opposition, ou bien que ceux-ci ne voulaient prendre part au gouvernement.
Le terme apparait en 1999. Il est le nom donné au gouvernement fédéral Verhofstadt I, formé de 1999 à 2003 par la combinaison du bleu de l'Open VLD et du MR, du rouge du PS et du SPa et du vert de Groen et d'Ecolo. La coalition « arc-en-ciel » fait de nouveau parler d’elle du côté francophone en 2019. En effet, des négociations associant PS, MR et Ecolo pour former les gouvernements en Wallonie et à la Fédération Wallonie-Bruxelles aboutissent aux gouvernements Di Rupo III et Jeholet.

### La Turquoise

#### Composition
Regroupe les partis libéraux (MR ou Open VLD, bleu) et écologistes (Ecolo ou Groen!, vert). Cette coalition semble relativement rare. Elle apparait à l'échelle provinciale dans le Brabant Wallon de 2007 à 2012, et à l'echelle communale à Watermael-Boitsfort (2018-2024).
|    | Communistes | Ecologistes | Socialistes | Chrét-Démoc | Libéraux | Nationalistes |
| Vl |             | Groen       |             |             | Open VLD |               |
| Fr |             | Ecolo       |             |             | MR       |               |

### LaJamaïcaine(parfoisnamuroise)

Drapeau de la Jamaïque. Les couleurs proviennent des partis politiques allemands (CDU, FDP et Bündnis 90/Die Grünen).

Evoquée mais inusitée au niveau fédéral et régional en Belgique, regroupe les partis libéraux (MR ou Open VLD), chrétien/humaniste (cdH ou CD&V) et écologiste Groen! et Ecolo, son appellation ne fait pas ici référence aux couleurs des partis belges, mais à celles des partis allemands correspondants.
|    | Communistes | Ecologistes | Socialistes | Chrét-Démoc | Libéraux | Nationalistes |
| VL |             | Groen       |             | CD&V        | Open VLD |               |
| FR |             | Ecolo       |             | Engagés     | MR       |               |

Cette coalition ne s'est effectuée qu'en tant que majorité flamande du Gouvernement bruxellois et au niveau communal à Jette et à Uccle (de 2018 à 2024) et à Namur (de 2006 à 2024),. C'est pourquoi on parle parfois également de coalition namuroise.

### LaSuédoise

Le drapeau de la Suède : Croix (Chrétiens démocrates) jaune (NVA) sur fond bleu (Libéraux).

Regroupe les partis libéraux (MR et Open VLD, bleu), le parti nationaliste flamand (N-VA, jaune) et le parti chrétien flamand (CD&V, rappelé par la croix), d'où la référence au drapeau suédois, qui consiste en une croix jaune sur un fond bleu. Elle devient réalité au niveau fédéral en 2014 avec le gouvernement Michel I,.
|    | Communistes | Ecologistes | Socialistes | Chrét-Démoc | Libéraux | Nationalistes |
| VL |             |             |             | CD&V        | Open VLD | N-VA          |
| FR |             |             |             | Engagés     | MR       |               |

#### Autres noms

##### La Kamikaze
Son autre nom, connoté péjorativement, est dû au fait que, selon les oppositions (notamment les partis francophones (PS et cdH), il s'agirait d'une coalition à très haut risque voire « suicide » (tout comme les vols des kamikaze japonais), vu que, au sein de la législature de 2014, les francophones s'y retrouvaient minoritaires (vingt députés sur quatre-vingt-cinq) et représentés par un parti qui n'a pas la majorité du collège francophone (vingt députés sur soixante-trois),. Il faut cependant noter que dans le Gouvernement Di Rupo, les partis flamands étaient en minorité dans le collège néerlandophone et au sein du gouvernement

##### La Coalition Lagon
En novembre 2024, Vooruit quitte la table des négociations de l'Arizona. Le MR et Bart De Wever proposent dès lors à l'Open VLD de rejoindre les négociations en remplacement de Vooruit, créant une coalition Libéraux-Chrétiens démocrates-nationalistes flamands. Le terme « Lagon » apparait alors dans la presse, mettant en évidence la couleur turquoise des Engagés et se débarrassant de la croix suèdoise à un moment où le parti cherche à se détacher de son héritage chrétien. Cependant, une telle coalition semble difficilement viable aux yeux de nombreux observateurs puisque celle-ci ne repose alors que sur un seul siège de majorité en 2024. Elle est rapidement abandonnée.

### La Bourguignonne

Drapeau de la Bourgogne.

Également appelée coalition anversoise évoque l'association des nationalistes flamands aux socialistes et aux libéraux. Cette dénomination fait référence aux armoiries de l'ancien duché de Bourgogne dont les couleurs étaient le jaune, le bleu et le rouge. Le terme a été utilisé pour la première fois lors des négociations entre la N-VA, l'Open VLD et le sp.a en vue de former une majorité à la ville d'Anvers, à la suite des élections communales de 2018, d’où l’autre appellation coalition anversoise.
|    | Communistes | Ecologistes | Socialistes | Chrét-Démoc | Libéraux | Nationalistes |
| VL |             |             | Vooruit     |             | Open VLD | N-VA          |
| FR |             |             | PS          |             | MR       |               |

### La Portugaise

Drapeau du Portugal. Rouge (Socialistes et radicaux) et vert (Ecologistes).

(ou « Front de gauche », « Coalition FGTB » ou, plus péjorativement, « Coalition iranienne » ou « Dragon rouge » : roode draak).
Cette coalition propose l’association des socialistes (PS), des écologistes (Ecolo) et de la gauche radicale (PTB) (que ce soit dans la majorité ou depuis les rangs de l’opposition, où le PTB viendrait en soutien d'un gouvernement minoritaire),. Ce scénario, a commencé à être évoqué pour la première fois à la suite des fédérales et régionales de 2019 et la forte poussée du PTB du côté francophone lors des négociations pour la formation d’une coalition en Wallonie.
|    | Communistes | Ecologistes | Socialistes | Chrét-Démoc | Libéraux | Nationalistes |
| VL | PVDA        | Groen       | Vooruit     |             |          |               |
| FR | PTB         | Ecolo       | PS          |             |          |               |

Le nom coalition portugaise fait référence à la coalition gouvernementale au Portugal emmenée par le social-démocrate du PS António Costa et soutenue par la gauche radicale et le conglomérat communiste-écologiste CDU formé par le PCP et Les Verts. De plus, les couleurs du drapeau portugais correspondent.

#### Autres noms

##### Coalition iranienne
Enfin, cette coalition a également été péjorativement qualifiée de coalition iranienne par Benoît Lutgen, ancien président du cdH, fustigeant l’alliance socialistes-écologistes-radicaux. Une telle dénomination apparaît occasionnelement dans les cercles de droite et du centre afin de dénoncer le prétendu "islamo-gauchisme" que porterait cette coalition.

##### Dragon rouge
Bart De Wever proposera péjorativement les termes Roode Draak et Linkse Draak : Dragon rouge / Dragon de gauche, en 2016 dans le cadre de la campagne électorale anversoise en vue des élections communales de 2018. Le terme se transforme en « Dragon de gauche à quatre têtes » (vierkoppige linkse draak), lorsque le CD&V est ajouté à l'hypothétique trio PVDA-Vooruit-Groen.

##### Coalition FGTB / Front de gauche
Lors des éléctions fédérales et régionales de 2024, une alliance PTB-PS-Ecolo sera défendu par le syndicat FGTB, sous le nom de « coalition FGTB» ou « Front de gauche».

##### Coalition Borgerhout

Drapeau de Borgerhout. Dans le cadre d'une alliance verte-rouge-rouge entre écologistes, socialistes et radicaux, les termes « Borgerhout Scenario » apparaissent occasionnellement. Hasard vexilologique : le drapeau de cette commune représente des flèches rouges et vertes pointant vers la gauche.

Cette coalition s'est tout d'abord effectuée au niveau communal à Borgerhout dans la province d'Anvers de 2019 à 2024. Pour cette raison, la Portugaise est parfois nommée « scénario Borgerhout ». Hasard vexilologique, le drapeau de Borgerhout consiste en des embrasses rouges et vertes pointant vers la gauche.
En Wallonie, elle devient réalité à Mons, où PS-Ecolo-PTB annoncent un accord communal le 8 novembre 2024.
Enfin, à Bruxelles, c'est au tour de Forest d'annoncer un accord communal présentant cette coalition le 12 novembre 2024.

### Le Coquelicot
Représente une coalition entre socialistes et écologistes.
|    | Communistes | Ecologistes | Socialistes | Chrét-Démoc | Libéraux | Nationalistes |
| VL |             | Groen       | Vooruit     |             |          |               |
| FR |             | Ecolo       | PS          |             |          |               |

Elle est un projet de Jean-Marc Nollet, issu d'une note dans laquelle il étaye un projet de coalition minoritaire entre son parti (Ecolo) et les socialistes francophones (PS), associant des acteurs de la « société civile ». Ce projet résulte, à la suite des élections de 2019, de la difficulté des deux formations politiques de s'allier au libéraux du MR, avec qui les tensions furent vives lors de la législature précédente, ainsi que le choix du cdH de rejoindre les rangs de l'opposition à la suite de sa défaite électorale. La formule « coquelicot » désigne les couleurs rouge et verte des deux partis ainsi que, dans la pensée de Jean-Marc Nollet, de l'impératif écologique, au cœur de la campagne électorale, à la suite des grands mouvements pour le climat en Belgique en 2019. Le projet de coalition ne se concrétisera cependant pas, l'attelage minoritaire PS-Ecolo ayant finalement trouvé un accord de gouvernement avec le MR en Wallonie, réalisant ainsi une coalition « arc-en-ciel » avec Elio Di Rupo à sa tête.
Cette coalition est en place au niveau communal à Mons, Ixelles, Saint-Gilles et Forest de 2019 à 2024 sans toutefois être appelée ainsi, le nom étant resté associé à la proposition de Jean-Marc Nollet dans le contexte spécifique de 2019.

### LaVivaldi
Est un scénario apparu lors de la crise politique de 2019-2020, après un an sans gouvernement de plein exercice à la tête de la Belgique. Les informateurs Georges-Louis Bouchez et Joachim Coens étudient alors la piste d’une majorité formée par la famille socialiste (PS-sp.a), la famille libérale (MR-Open VLD), la famille écologiste (Ecolo-Groen!), complétée par l’appui du CD&V afin d’assurer une majorité confortable. Le nom « Vivaldi » fait référence au compositeur Antonio Vivaldi et son œuvre Les Quatre Saisons, reprenant les quatre couleurs des formations politiques en question (le vert-Printemps, le rouge-été, l’orange-Automne et le bleu-Hiver). Ce scénario exclut la N-VA, premier parti, avec qui le PS éprouve des difficultés à s’accorder. Ecolo ayant aussi émis son veto à l’égard des indépendantistes flamands. Le cdH, choisi l’opposition à la suite de sa défaite électorale, malgré la position de son homologue flamand CD&V. À la suite d'une mission d'information menée par Paul Magnette et Alexander De Croo, ce dernier devient Premier ministre d'un gouvernement Vivaldi le 1er octobre 2020.
|    | Communistes | Ecologistes | Socialistes | Chrétiens-Démocrates | Libéraux | Nationalistes |
| VL |             | Groen       | Vooruit     | CD&V                 | MR       |               |
| FR |             | Ecolo       | PS          |                      | Open VLD |               |

Cette coalition est en place au niveau communal à Gand de 2019 à 2024.

### Lacoalition Arizona

Le drapeau de l'Arizona : Etoile orange (LE et CD&V), un fond bleu (MR), un soleil jaune (NVA) et rouge (Vooruit).

La coalition Arizona (aussi parfois nommée coalition Åland, Diable rouge, ou Papillon) est une coalition imaginée pour la première fois en 2020 par Jan Veumelen, alors bourgmestre de Deinze, lors des négociations consécutives aux élections législatives fédérales de 2019. Elle fait référence aux couleurs du drapeau de l'Arizona : jaune pour les nationalistes flamands de la N-VA, bleu pour les libéraux de l'Open Vld et du MR, orange pour le CD&V et le cdH et rouge pour les socialistes du PS et du sp.a. Cette coalition, finalement rejetée au profit de la Vivaldi, est une des formules privilégiées après les élections fédérales de 2024 même si l'Open Vld et le PS ont annoncé vouloir rester dans l'opposition.
Après ces élections fédérales de 2024 ayant vu le maintien des indépendantistes flamands de la N-VA comme premier parti en Flandre et la victoire des libéraux du MR en Wallonie et à Bruxelles, le leader nationaliste flamand Bart De Wever est nommé informateur puis formateur par le Roi.
Après 236 jours de négociations, la coalition Arizona devient réalité le 31 janvier 2025 avec la signature d’un accord de gouvernement emmené par le nationaliste flamand Bart De Wever composé de la N-VA, le MR, Les Engagés, le CD&V et Vooruit.
|    | Communistes | Ecologistes | Socialistes | Chrét-Démoc | Libéraux | Nationalistes |
| VL |             |             | Vooruit     | CD&V        |          | N-VA          |
| FR |             |             |             | Engagés     | MR       |               |

### La coalition «Rocket» ouraketijsjes
Parfois appelée coalition Mastercard, est une coalition regroupant la N-VA, le CD&V et Vooruit. Elle devient réalité en Flandre le 30 septembre 2024 après les élections régionales de 2024, lors de la formation du gouvernement Diependaele I. Elle tire son nom de la célèbre glace à l'eau « Rocket » de Ola et de ses trois couleurs : jaune (N-VA), orange (CD&V) et rouge (Vooruit).
|    | Communistes | Ecologistes | Socialistes | Chrét-Démoc | Libéraux | Nationalistes |
| VL |             |             | Vooruit     | CD&V        |          | N-VA          |

### Coalition Mauve-verte-jaune(Paars-Groen-Geel)

Le drapeau de l'Ile Maurice : une bande rouge (Vooruit), bleue (Open VLD), jaune (NVA) et verte (Groen).

Ou Coalition Dewael et plus rarement coalition mauricienne (Mauritius coalitie), est la coalition du Gouvernement Dewael (1999-2003). Elle réunit les libéraux, les écologistes, les socio-démocrates et les nationalistes flamands (NVA).
Elle est envisagée en novembre 2024 en tant que majorité du Collège électoral flamand pour le Gouvernement Bruxellois, après le refus de Benjamin Dalle (CD&V) d'y former une Vivaldi. Mais cette option est refusée par le PS d'Ahmed Laaouej, provoquant le plus long blocage négociatif de l'histoire du gouvernement Bruxellois.
|    | Communistes | Ecologistes | Socialistes | Chrét-Démoc | Libéraux | Nationalistes |
| VL |             | Groen       | Vooruit     |             | Open VLD | N-VA          |

### Coalition Malinoise ou Ostendaise
Cette coalition réunit les chrétiens democrates, les libéraux, les écologistes et les nationalistes flamands NVA. Elle a été en fonction à l'échelle communale à Malines de 2012 à 2019 et à Ostende de 2019 à 2024.
|    | Communistes | Ecologistes | Socialistes | Chrét-Démoc | Libéraux | Nationalistes |
| VL |             | Groen       |             | CD&V        | Open VLD | N-VA          |

### La Sri Lankaise

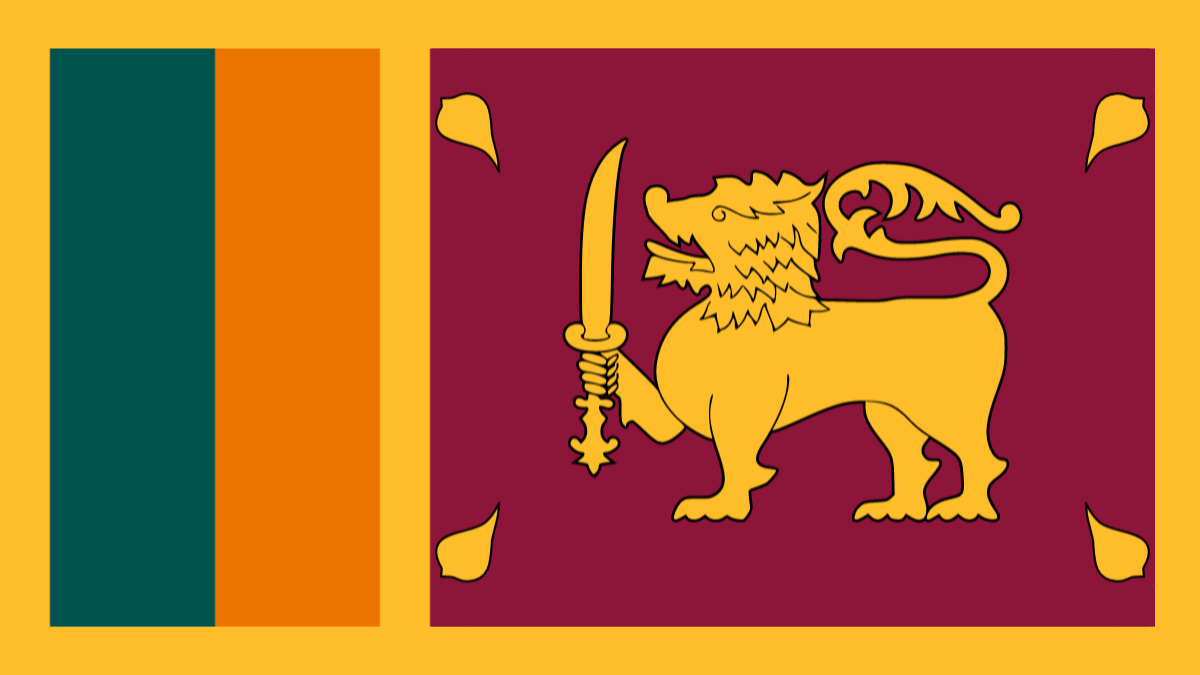
Le drapeau du Sri Lanka : un lion jaune (NVA) sur un fond rouge (Vooruit), avec une bande verte (Groen) et une orange (CD&V).

Est une coalition hypothétique rassemblant les écologistes, les socio-démocrates, les chrétiens démocrates et la NVA.
|    | Communistes | Ecologistes | Socialistes | Chrét-Démoc | Libéraux | Nationalistes |
| VL |             | Groen       | Vooruit     | CD&V        |          | N-VA          |

Elle n'a jamais été en activité en Belgique. En effet, les différences politiques entre la NVA et Groen la rendent peu probable, surtout avec une absence de l'Open VLD.

### La Paprika

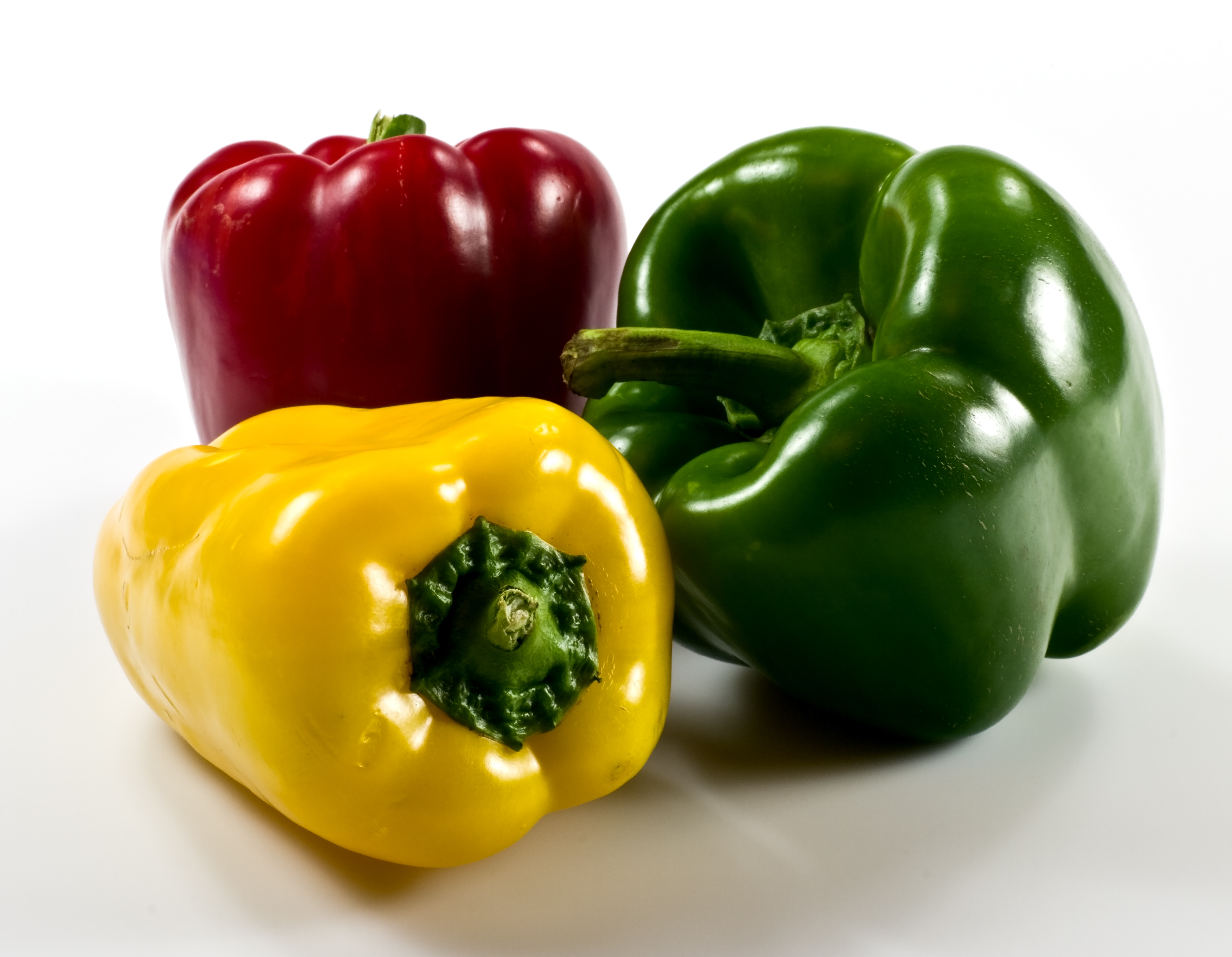
« Paprika » signifiant « poivron » en néerlandais. Le nom de cette coalition représente les trois couleurs du légume.

Est une coalition entre nationalistes flamands (NVA), socialistes (Vooruit) et écologistes (Groen). Le nom provient des trois couleurs du poivron.
|    | Communistes | Ecologistes | Socialistes | Chrét-Démoc | Libéraux | Nationalistes |
| VL |             | Groen       | Vooruit     |             |          | N-VA          |

Elle est un temps négociée à Hoboken.

## Types spéciaux

### L'exception DéFI
Paradoxalement, peu ou pas de terme existe pour désigner les coalitions intégrant le parti de centre-droit DéFI. En effet, soit le parti se voit absorbé par son ancien partenaire MR comme entité libérale, soit la coalition est désigné par un listing des différents partis, comme l'expression « Gouvernement PS-Ecolo-DéFI » (Bruxelles de 2019 à 2024).

### La coalition Miroir
Cette coalition vise à constituer une cohérence entre les différents niveaux de pouvoirs afin de faciliter les chaines de travail et de décision. Par exemple, une commune choisisant une coalition miroir, choisira la même coalition que celle en place à la région. Une région, choisira la même coalition que celle en place au fédéral etc.

### Les coalitions bicommunautaires
Elles sont formées de différents partis francophones et néerlandophones au niveau fédéral, en région bilingue de Bruxelles capitale et dans certaines communes. Les différentes coalitions qui ont formé les gouvernements fédéraux ont presque toujours été symétriques, c’est-à-dire composées de partis de mêmes familles politiques dans chaque communautés linguistiques. Les seuls gouvernements belges asymétriques ont résulté de la crise politique suivant les élections de 2007. Le gouvernement « transitoire » Verhofstadt III et le gouvernement Leterme incluent ainsi le parti socialiste francophone malgré l'absence du parti socialiste flamand.

### Lecordon sanitaire
Le cordon sanitaire est une alliance de l’ensemble des partis classiques de gouvernement destinée à maintenir dans l’opposition un parti d'extrême-droite. L’exemple le plus connu se situe en région flamande, à Anvers où quatre partis se sont unis pour contrer le Vlaams Belang.

## Liste des gouvernements par coalition

### Orange-bleue

#### Fédéral
- de Gerlache
- de Mûelenaere
- Goblet
- de Theux I
- Nothomb
- Van de Weyer
- De Decker
- Theunis I
- Jaspar II
- Renkin
- de Broqueville III
- Theunis II
- Pierlot II
- Eyskens I
- Eyskens III
- Vanden Boeynants I
- Tindermans I
- Tindemans III
- Martens V
- Martens VI
- Martens VII
- Michel II
- Wilmès I
- Wilmès II

#### Flandre
- Geens II

- Geens III

#### Wallonie & Fédération Wallonie-Bruxelles
- Wathelet & Monfils
- Borsus
- Dolimont & Degryse

### Violette

#### Fédéral
- Van Acker IV
- Verhofstadt II

#### Fédération Wallonie-Bruxelles
- Moureaux I

#### Majorité francophone du Gouvernement bruxellois
- Ducarme
- Simonet II

### Rouge Romaine

#### Fédéral
- Poullet
- Pierlot I
- Spaak III
- Spaak IV
- Lefèvre
- Harmel
- Eyskens IV
- Eyskens V
- Martens II
- Martens IV
- Eyskens-fils
- Martens IX
- Dehaene I
- Dehaene II

#### Flandre
- Van den Brande I

- Van den Brande IV

#### Wallonie & Fédération Wallonie-Bruxelles
- Coëme & Moureaux II
- Anselme & Féaux
- Spitaels & Anselme
- Collignon I & Onkelinx I
- Collignon II & Onkelinx II
- Di Rupo II & Arena
- Demotte I & Demotte I
- Magnette & Demotte III

### Traditionnelle

#### Fédéral
- de Broqueville I
- Cooreman
- Delacroix I
- Delacroix II
- Carton de Wiart
- Jaspar I
- Van Zeeland I
- Van Zeeland II
- Janson
- Spaak I
- Leburton I
- Leburton II
- Martens III
- Verhofstadt III
- Leterme I
- Van Rompuy
- Leterme II
- Di Rupo

#### Wallonie
- Dehousse I
- Damseaux
- Dehousse II

#### Majorité flamande du Gouvernement bruxellois
- Ducarme
- Simonet II
- Picqué III

### Arc-en-Ciel

#### Fédéral
- Verhofstadt I

#### Flandre
- Somers

#### Wallonie & Fédération Wallonie-Bruxelles
- Van Cauwenberghe I & Hasquin
- Di Rupo III & Jeholet

### Suèdoise

#### Fédéral
- Michel I

#### Flandre
- Bourgeois

- Homans

- Jambon

### Olivier

#### Wallonie & Fédération Wallonie-Bruxelles
- Demotte II & Demotte II

#### Majorité francophone du Gouvernement bruxellois
- Picqué III
- Picqué IV
- Vervoort I

### Jamaïcaine

#### Majorité flamande du Gouvernement bruxellois
- Picqué IV
- Vervoort I

### Rocket

#### Fédéral
- Martens VIII

#### Flandre
- Van den Brande II

- Van den Brande III

- Peeters II

- Diependaele

### Vivaldi

#### Fédéral
- De Croo

### Arizona

#### Fédéral
- De Wever

#### Flandre
- Geens I

- Geens IV

- Leterme

- Peeters I

### Mauricienne

#### Flandre
- Dewael